# Olalla (Washington)
Olalla es un área no incorporada ubicada en el condado de Kitsap en el estado estadounidense de Washington.

## Geografía
Olalla se encuentra ubicado en las coordenadas 47°25′45″N 122°32′44″O / 47.42917, -122.54556.